# Кузембаев, Тусуп
Тусуп Кузембаев (3 июля 1890 — 30 декабря 1958) — советский шахтёр, передовик угольной промышленности, Герой Социалистического Труда (1948).

## Биография
Начал трудовую деятельность в 1908 году станочником, затем работал крепильщиком, навалоотбойщиком концессионной английской угольной шахты «Джимми» в Караганде.
В 1933-1937 годах работал бригадиром навалоотбойщиков шахты № 1, с 1937 года — начальником этой шахты. В годы Великой Отечественной войны (1941—1945) коллектив шахты, руководимой Тусупом Кузембаевым, регулярно перерабатывал норму на 104—105 %. Добыл в фонд Победы около 3 тыс. тонн угля.
С 1932 года — член Компартии.
За выдающиеся успехи в деле увеличения добычи угля, восстановления и строительства угольных шахт и внедрение передовых методов работы, обеспечивающих значительный рост производительности труда удостоен звания Героя Социалистического Труда указом Президиума Верховного Совета СССР от 28 августа 1948 года с вручением ордена Ленина и золотой медали «Серп и Молот».
Избирался членом ЦК Коммунистической партии Казахской ССР, депутатом Верховного Совета СССР 1-го созыва, Верховного Совета Казахской ССР 5-го созыва.
Скончался 30 декабря 1958 года. Похоронен на Старом Михайловском кладбище в Караганде.
Публикации
- Вчера и сегодня, Молодость Караганды. — М.: Углетехиздат, 1949. — с. 12—18.

## Награды
- Герой Социалистического Труда (28.08.1948)
- 3 ордена Ленина (17.02.1939, 28.08.1948, 04.09.1948)
- Орден Трудового Красного Знамени
- Медаль «За трудовую доблесть» (05.11.1940) — «в связи с 20-летним юбилеем Казахской ССР, за достижения в развитии промышленности, сельского хозяйства, науки и искусства»
- Медали СССР

## Память
Именем Кузембаева названа шахта Карагандинского угольного бассейна, улица в Караганде, учреждён приз.